# Nick Sweet
Nick Sweet (Jacksonville, ...) è un ex giocatore di football americano statunitense che ha giocato come wide receiver.

## Palmarès
- 1 German Bowl (Schwäbisch Hall Unicorns, 2017)